# Сњежана Бановић
Сњежана Бановић (Загреб, 2. новембар 1963) је хрватска позоришна редитељка, театролог и универзитетски професор.

## Биографија
Основну и средњу школу похађала је у Загребу, а затим студирала француски и шпански језик на Филозофском факултету у Загребу. Дипломирала је на Академији драмске уметности 1990. године у класиГеоргија Пара. Током студија асистирао је у бројним представама, а први редитељски деби имао је у загребачком Театру ИТД. Редовна је професорица на Одсјеку за продукцију Академије драмских умјетности Свеучилишта у Загребу. Усавршавала се на бројним стипендијама у иностранству, од којих треба издвојити Фулбрајтову стипендију 1997. године на Универзитету Јејл у САД. Докторске студије књижевности завршила је на Филозофском факултету у Загребу 2009. године Режирала је низ пројеката широм Хрватске и неколико у иностранству. За велики број својих представа радила је и музичку селекцију.
Поред драмских текстова, режира различите комерцијалне и уметничке манифестације и различите добротворне програме. Пише синописе за поменуте свечаности и ауторка је текстова за неколико кабареа и десетак адаптација. Објавила је више текстова и рецензија о позоришту, културној политици, позоришном менаџменту и продукцији у часописима (Глумиште, Казалиште) и дневним новинама (Јутарњи лист, Вјесник) и на 3. програму Хрватског радија. Објавила је четири књиге о позоришту: Држава и њено казалиште (2012.), Казалиште кризе (2014.), Служебни излаз (Фрактура, 2018.), Казалиште за народ (Фрактура, 2020.) Током 2001. године била је чланица Казалишног вијећа Министарства културе Републике јрватске и предсједница Владине комисије за драму Дубровачких љетнх игара. Од фебруара 2001. до новембра 2002. била је равнатељица Драме ХНК Загреб. Године 2007. била је директорица Културне установе Рачлин и пријатељи у Дубровнику.
Посетила је неколико универзитета у Америци, Србији и Француској.

## Режије
Ово није комплетна листа представа.
- 1989. године Виктор Хаим : Абрахам и Самуел, Јеврејска општина, Загреб
- 1990 Павао Маринковић: Филип Октет и чаробна труба, Театар ИТД, Загреб
- 1991. године Алфред де Мисет: Свећњак, ГДК Гавела, Загреб
- 1992. године Хигин Драгошић : Посљедњи Зрински, Казалиште Вировитица, Вировитица
- 1993. године Мирослав Фелдман: Вожња, Казалиште Вировитица, Вировитица
- 1993. године Чарлс Шулц /С. Бановић/В.Ђикановић: Чарли Браун, ЗКМ, Загреб
- 1994. године Жорж Фејдо: Мачак у врећи, Казалиште Вировитица, Вировитица
- 1994. године С. Бановић / В. Ђикановић: Кабарет Чрни мачек, ГДК Гавелла, Загреб
- 1994. године Хрвоје Иванковић: Пантагана Кабарет, Казалиште Марина Држића, Дубровник
- 1995. године Вилијам Шекспир : Како вам драго, Казалиште Вировитица, Вировитица
- 1995. године Едвард Алби: Ко се боји Вирџиније Вулф, ХНК Загреб
- 1996. године Жорж Фејдо: Не ходај уоколо гола, Нови живот, Загреб
- 1996. године Тенеси Вилијамс: Мачка на врућем лименом крову, ГДК Гавелла, Загреб
- 1997. године Николо Макијавели: Мандрагола, Казалиште Вировитица, Вировитица

## Занимљивости
Почетком 80-их година 20. века, Сњежана је била девојка Џонија Штулића, фронтмена групе Азра. Док је Штулић певао у Азри, Сњежани је посветио песму "Живот обичног темпа" са албума "Филигрански плочници". 1990. године на албуму "Балегари не вјерују срећи", Штулић јој је посветио песму "Усне вреле вишње" на мелодију "Lily of the West".